# Libnotes (Libnotes) hollandi
Libnotes (Libnotes) hollandi is een tweevleugelige uit de familie steltmuggen (Limoniidae). De soort komt voor in het Australaziatisch gebied.